# Scopula rubellata
Scopula rubellata là một loài bướm đêm trong họ Geometridae.